# Zygobolba
Zygobolba is een geslacht van uitgestorven kreeftachtigen uit de klasse van de Ostracoda (mosselkreeftjes).

## Soorten
- Zygobolba anticostiensis Ulrich & Bassler, 1923 †
- Zygobolba arcta Ulrich & Bassler, 1923 †
- Zygobolba bimuralis Ulrich & Bassler, 1923 †
- Zygobolba buttsi Ulrich & Bassler, 1923 †
- Zygobolba carinifera Ulrich & Bassler, 1923 †
- Zygobolba curta Ulrich & Bassler, 1923 †
- Zygobolba decora (Billings, 1866) Ulrich & Bassler, 1923 †
- Zygobolba elongata Ulrich & Bassler, 1923 †
- Zygobolba erecta Ulrich & Bassler, 1923 †
- Zygobolba excavata Ulrich & Bassler, 1923 †
- Zygobolba inflata Ulrich & Bassler, 1923 †
- Zygobolba intermedia Ulrich & Bassler, 1923 †
- Zygobolba limbata Ulrich & Bassler, 1923 †
- Zygobolba logani Copeland, 1971 †
- Zygobolba minima Ulrich & Bassler, 1923 †
- Zygobolba oblonga Ulrich & Bassler, 1923 †
- Zygobolba obsoleta Ulrich & Bassler, 1923 †
- Zygobolba parifinita Ulrich & Bassler, 1923 †
- Zygobolba prolixa Ulrich & Bassler, 1923 †
- Zygobolba pulchella Ulrich & Bassler, 1923 †
- Zygobolba rectangula Ulrich & Bassler, 1923 †
- Zygobolba reversa Ulrich & Bassler, 1923 †
- Zygobolba robusta Ulrich & Bassler, 1923 †
- Zygobolba rustica Ulrich & Bassler, 1923 †
- Zygobolba twenhofeli Ulrich & Bassler, 1923 †